# المعيبرة

تعديل مصدري - تعديل

المعيبره هي إحدى قرى عزلة أحور بمديرية أحور التابعة لمحافظة أبين، بلغ تعداد سكانها 56 نسمة حسب تعداد اليمن لعام 2004.